# Polana retenta
Polana retenta är en insektsart som beskrevs av Delong och Freytag 1972. Polana retenta ingår i släktet Polana och familjen dvärgstritar. Inga underarter finns listade i Catalogue of Life.